# Portugués alentejano

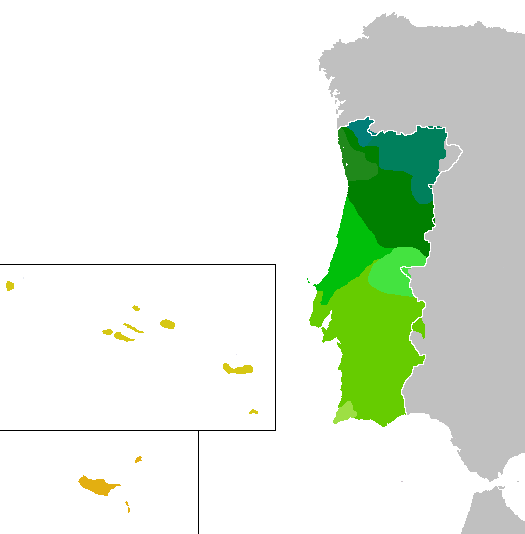
Dialectos de Portugal.

El portugués alentejano es un dialecto portugués hablado en el Alentejo (Portugal), en Olivenza y en Táliga (Extremadura, España): en estas dos últimas localidades está casi extinguido.

## Algunas características
- Ausencia del diptongo ei (incluso cuando va seguido de otra vocal), que se pronuncia e.

- Paragoge en palabras acabadas en -l o -r, cuando la sílaba es tónica y va seguida de pausa o de otra sílaba tónica: Portugáli, comêri, pero comer depois.

## Variedades
- El portugués oliventino añade a las características del dialecto alentejano el superestrato español de Olivenza.

- Datos: Q6083261